# Rokitno (Lubartów)
Pour les articles homonymes, voir Rokitno.
Rokitno (prononciation : [rɔˈkitnɔ]) est un village polonais de la gmina de Lubartów dans le powiat de Lubartów de la voïvodie de Lublin dans l'est de la Pologne.
Il se situe à environ 11 kilomètres au sud-est de Lubartów (siège de la gmina et du powiat) et 17 kilomètres au nord-est de Lublin (capitale de la voïvodie).
Le village comptait approximativement une population de 626 habitants en 2010.

## Histoire
De 1975 à 1998, le village est attaché administrativement à l'ancienne Voïvodie de Lublin.
Depuis 1999, il fait partie de la nouvelle voïvodie de Lublin.